# Sebastián Monserrat
Sebastián Monserrat de Bondía (Maella, 20 de enero de 1840 - Zaragoza, 12 de agosto de 1915) fue un historiador, escritor, coleccionista de antigüedades y político español. Como propietario acaudalado, Sebastián Monserrat fue una persona muy conocida y de gran prestigio en Zaragoza.

## Biografía
Estudió el bachillerato en las Escuelas Pías de Alcañiz, y siguió la carrera de abogado en la Universidad de Zaragoza, donde se licenció en derecho. Fue, además, presidente del Sindicato y Junta de Obras del Pantano de Pena en construcción junto al río Matarraña, desde su iniciación, y a cuya obra consagró todos sus esfuerzos para ver de asegurar la riqueza agrícola en la comarca donde él nació.
Militó siempre en el partido tradicionalista, sufriendo persecuciones durante la tercera guerra carlista. Sostenía frecuente correspondencia con Don Carlos y con su hijo, Jaime de Borbón y Borbón-Parma, además de una íntima amistad con el general carlista Francisco Cavero, hijo del conde de Sobradiel, el cual entregó a Monserrat al morir algunos trofeos guerreros.
Juan Vázquez de Mella fue gran amigo y admirador suyo, al cual dedicaba sus publicaciones, llamándose discípulo de la escuela política de Monserrat Bondía, leyéndole y consultándole muchos de sus escritos y discursos.
Inició la fundación de las cajas rurales de Maella, Escatrón y Torre del Compte, con objeto de fomentar el crédito y matar la usura entre los agricultores. Entusiasta de Lesseps, escribió varios artículos en periódicos de Barcelona en defensa de la obra del canal de Suez, lo que le valió una hermosa pluma de oro como regalo. Viajó por toda España, Francia, Italia, Portugal y Norte de África, haciendo estudios sociológicos y artísticos, que dejó inéditos.
A sus dos grandes pasiones, el arte y la tierra, consagró gran parte de su fortuna, sosteniendo un hermoso parque, la antigua Torre de Bruil. Su casa, a semejanza de la del patricio y sabio aragonés Vicencio Juan de Lastanosa, llegó a ser un verdadero museo, y figura como colección particular de las más importantes de España. En ella existen hermosos tapices flamencos, pinturas, porcelanas, arquimesas, monedas, hermosas joyas y una biblioteca de más de 8.000 volúmenes, entre ellos bastantes códices e incunables.
Fue académico correspondiente de la Academia de Bellas Artes de San Fernando y de la Academia de la Historia; académico de número de la Academia de Bellas Artes de San Luis de Zaragoza, fundada por Luzán; vocal de la comisión aragonesa de monumentos históricos y artísticos; vocal del Consejo regional de Agricultura y miembro de la Real Sociedad Económica de Amigos del País de Zaragoza.
Escribió, en colaboración de José Pleyan de Porta, una obra concienzuda, Aragón Histórico, Pintoresco y  Monumental, cuya publicación quedó suspendida al liquidar y cesar en sus negocios la casa editorial.

## Obras
- Aragón histórico, pintoresco y monumental (1882)